# Love across the ocean
「love across the ocean」（ラブ・アクロース・ジ・オーシャン）は、倖田來未の楽曲である。2002年7月24日に5枚目のシングルとして発売された。

## 解説
ワンマンライブでは、2005年の「secret FIRST CLASS LIMITED LIVE」のメドレー内、2015年にリリースされた12thアルバム『WALK OF MY LIFE』のファンクラブ限定に付属された特典DVD「Koda Kumi 15th Anniversary First Class 2nd LIMITED LIVE at STUDIO COAST」、2016年に開催された「KODA KUMI LIVE TOUR 2016 〜Best Single Collection〜」のメドレー内で披露された。
カップリングはsongnation+の第2弾シングルとして発売された「the meaning of peace」のソロ。原曲はBoAとのデュエットである。
この作品以降14thシングル・「hands」 までCCCD仕様となる。
CDのジャケット・アートワークは5月14日、ミュージック・ビデオは6月3日において、それぞれ撮影。本作のコンセプトテーマはタイアップ側のCMキーワードや歌詞にも登場する、「真珠」。CDジャケット、歌詞、曲もが一つのテーマ「真珠」の輝きが実感できるものに仕上がっているように制作された。なお、撮影されたミュージック・ビデオのロケ地は、上野恩賜公園内にある国立科学博物館において即行された。

### プレミアムライヴ観覧応募[注 1]
「対象店舗」での購入者に先着でプレミアムライヴ観覧応募抽選ハガキがプレゼントされていた。
- 10月5日「六本木 ヴェルファーレ」公演
  - 対象店舗：HMV、タワーレコード、ツタヤ、ヴァージン、新星堂、山野楽器、WAVE、ヨドバシカメラ、石丸電気、アシーネ、すみや、ワンダーグー、各全店

※ 招待者数：400組 800名
- 9月28日「梅田 ON AIR OSAKA」公演
  - 9対象店舗：近畿、中国、四国地方のすべてのCDショップ（滋賀、京都、大阪、和歌山、兵庫、鳥取、島根、広島、山口、徳島、高知、愛媛、香川）

※ 招待者数：400組 800名

## 収録曲
1. love across the ocean [3:37]
作詞：Kumi Koda
作曲：TSUKASA
編曲：h-wonder
2. the meaning of peace [5:16]
作詞・作曲：Tetsuya Komuro
編曲：h-wonder
3. So Into You "Dub's Electro Remix" [5:19]
Remixed by Izumi"D・M・X"Miyazaki
4. love across the ocean "Instrumental" [3:37]
5. the meaning of peace "Instrumental" [5:16]

## タイアップ
- カネボウ化粧品「テスティモ」CMソング (#1)
※ 1stシングル「TAKE BACK」に続き2度目の化粧品タイアップとなる。

## 収録アルバム
- love across the ocean
  - 『grow into one』
  - 『BEST 〜first things〜』
  - 『BEST 〜2000-2020〜』
- the meaning of peace
  - 『VARIOUS ARTISTS FEATURING songnation』(倖田來未 & BoA)
  - 『BEST 〜first things〜』(倖田來未ソロバージョン、初回盤のみ収録)
  - 『OUT WORKS & COLLABORATION BEST』(倖田來未 & BoA)

## 収録ライブ映像
- love across the ocean
  - 『navigated by dream! a-nation 2003 インビテーション パーフェクトDVDマガジン』(2002年公演のダイジェスト、インタビュー)
  - 『secret 〜FIRST CLASS LIMITED LIVE〜』(メドレー)
  - 『KODA KUMI 10th Anniversary 〜FANTASIA〜 in TOKYO DOME』(メドレー)
  - 『Koda Kumi 15th Anniversary First Class 2nd LIMITED LIVE at STUDIO COAST』(WALK OF MY LIFE、ファンクラブ限定盤)
  - 『KODA KUMI LIVE TOUR 2016 〜Best Single Collection〜』(メドレー)
- the meaning of peace (倖田來未ソロバージョン)
  - 『LIVE TOUR 2005 〜first things〜 deluxe edition』
    - 『BEST 〜second session〜』(LIMITED EDITION盤付属)